# Chiesa di San Pietro Apostolo (Valeggio sul Mincio)
La chiesa di San Pietro Apostolo, nota anche come chiesa di San Pietro in Cattedra, è la parrocchiale di Valeggio sul Mincio, in provincia e diocesi di Verona; fa parte del vicariato di Villafranca-Valeggio.

## Storia
La prima citazione della pieve di Valeggio sul Mincio, menzionata come plebem de Valegio cum capellis et decimis, risale al 1145 con la bolla pontificia Piae postulatio voluntatis. La chiesa fu ricostruita in stile barocco tra il 1603 ed il 1610.
 L'attuale parrocchiale venne edificata su progetto di Adriano Cristofali tra il 1760 ed il 1782, a testimonianza di ciò fu posta una lapide che recita ANNO MDCCLX KAL. MARTII TEMPLUM VETERI DIRUTO EX REDIVIVIS POSITO SACRO AUSPICALI LAPIDE AEDIFICARI COEPTUM ANNO MDCCLXXXII ABSOLUTUM EST; la facciata non venne mai portata a termine a causa della scarsità di fondi disponibili. Nel 1795 una torre d'avvistamento fu trasformata in campanile. La consacrazione venne impartita il 15 ottobre 1808 dal vescovo di Verona Innocenzo Liruti, come testimoniato da una lapide recante la scritta ANNO MDCCCVIII IDIB OCT TEMPLUM DEDICAVIT INNOCENTIUS LIRUTUS PONT VER DEDICATIONIS MEMORIA QUOTANNIS QUARTA OCTOB DIE DOMINICA SOLEMNIS ESTO. Nel 1886 il campanile fu sopraelevato di dieci metri, rinforzato e dotato dell'orologio; crollò il 21 gennaio del 1977. Nel 2000 la chiesa subì un restauro e, nel 2006, il portale venne abbellito con delle placche bronzee con soggetto la consegna delle chiavi a San Pietro.

## Interno
Opere di pregio conservate all'interno della chiesa, che è ad un'unica navata, sono una Pietà in legno dipinto, l'organo, costruito nel 1812 da Giovanni Battista Sona, la pala raffigurante San Martino di Tours che dona il mantello al povero, realizzata tra i secoli XVIII e XIX, la pala con la La cattedra di San Pietro, eseguita da Saverio Dalla Rosa, la serie di quadri sulla vita di San Pietro comprendente le tele La chiamata di Pietro all'apostolato, San Pietro cammina sulle acque del lago Tiberiade, la Trasfigurazione di Gesù Cristo davanti ai santi Pietro, Giovanni e Giacomo, San Pietro piange il suo peccato, San Pietro invoca lo Spirito Santo sui battezzati, San Pietro e Simon Mago, San Pierro resuscita Tabita, San Pietro liberato dal carcere e la crocefissione di San Pietro